# Grande Adria

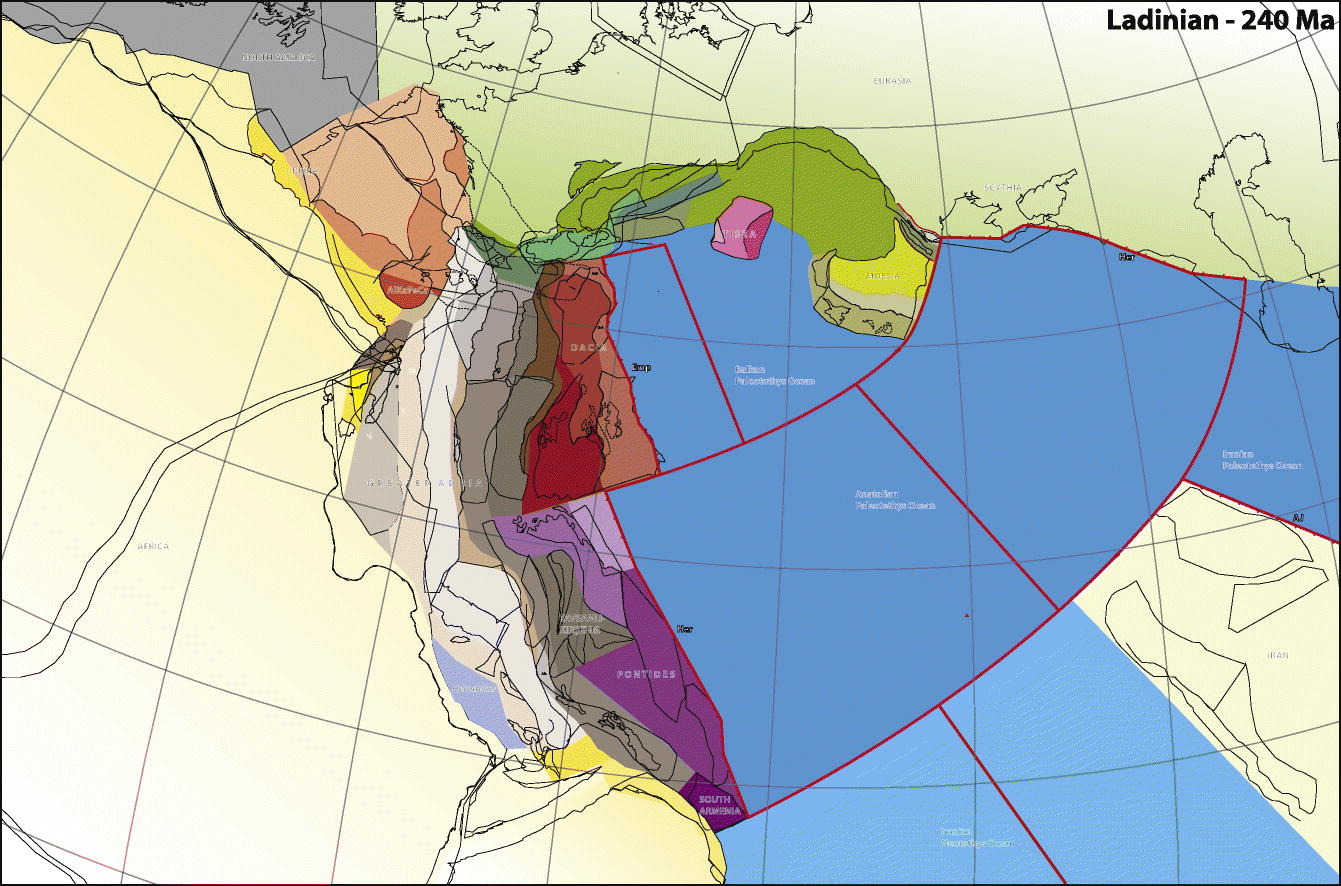
Gráfico mostrando porções do que se tornaria a costa norte-africana que se tornaria o micro-paleocontinente Grande Adria

Animação da divisão da Pangeia e de Gondwana.

Grande Adria foi um micro-paleocontinente que surgiu há cerca de 240 milhões de anos, depois de se ter separado de Gondwana. Grande Adria estendia-se do que é hoje os Alpes até ao Irão, mas nem todas as suas terras estavam acima da água. Provavelmente era uma série de ilhas ou arquipélagos. Um modelo mostra que o continente se separou primeiro do que é hoje a Península Ibérica, o sul da França e o norte da África, formando uma massa de terra separada.
Cerca de 100 a 120 milhões de anos atrás, a Grande Adria colidiu com a Europa e começou a mergulhar debaixo dela, mas algumas das rochas eram muito leves e não afundaram no manto da Terra.